# Eleição municipal de Rio Claro em 2012
A eleição municipal de Rio Claro de 2012 aconteceu em 7 de outubro de 2012. Foram eleitos o prefeito, o vice-prefeito e os 12 vereadores no município de Rio Claro, no estado brasileiro de São Paulo. O prefeito Du Altimari, do PMDB, juntamente com a vice-presidente Olga Salomão (PT), foi reeleito com 86,49% dos votos válidos no primeiro turno. Em segundo lugar ficou, Mário Zaia, do PSB, com 7,4% dos votos, e ,em terceiro, Claudio Di Mauro, do PDT, com 6,11% dos votos.  Concorreu ainda um quarto candidato, Nevoeiro, do DEM, mas a sua candidatura foi indeferida.
O pleito em Rio Claro fez parte das eleições municipais nas unidades federativas do Brasil. Rio Claro foi um dos 1.022 municípios vencidos pelo PMDB, dentre as 5.570 cidades brasileiras. A disputa pelas 12 vagas na Câmara Municipal de Rio Claro (São Paulo) envolveu a participação de 206 candidatos. O candidato a vereador que obteve mais votos foi Juninho da Padaria (DEM), com 4.322 votos (4,47% dos votos válidos).

## Antecedentes
Na eleição municipal de 2008, Du Altimari venceu as eleições para prefeito, pois, segundo as pesquisas de intenção de voto realizadas pelo Ibope, era esperado que Nevoeiro, do DEM, obtivesse vitória. Nevoeiro tinha 46% das intenções de voto e Altimari aparecia em terceiro lugar com apenas 9% dos 504 eleitores ouvidos para a pesquisa. Em segundo lugar aparecia João Walter do PSDB com 10% das intenções de voto. Du Altimari derrotou Nevoeiro e João Walter com 53% dos votos. Nevoeiro Júnior ficou com 37% em segundo lugar e João Walter em terceiro com 8%.

## Eleitorado
Na eleição de 2012 estiveram aptos a votar 138.330 rio-clarenses, o que correspondia a 73,20% da população da cidade.

## Candidatos
Foram cinco candidatos à prefeitura da cidade em 2012: Du Altimari do PMDB; Mário Zaia do PSB; Claudia Di Mauro (substituta de Claudio Di Mauro) do PDT; Claudio Di Mauro (renunciou) do PDT, e Nevoeiro (candidatura indeferida) do DEM.

### Renunciou à candidatura
Dois dias antes das eleições, o candidato Claudio Di Mauro renunciou à candidatura por conta de um pedido de impugnação que tramitava na Justiça Eleitoral. Como substituta, o partido nomeou Claudia Di Mauro, candidata a vereadora e esposa de Cláudio.

### Candidatura indeferida
Apesar de ter entrado com recurso, a candidatura de Nevoeiro foi indeferida pelo TSE com base na lei da ficha limpa.

## Campanha
Com a reeleição, Altimari tinha como principal proposta de campanha concluir o programa de saneamento na cidade, que constituía na melhoria dos aterros sanitários e na coleta seletiva. De acordo com o prefeito, a quantidade de área para o aterro público na cidade seria expandida, e, nesse novo espaço, seria criada uma estação de chorume, uma das primeiras localizadas no interior de São Paulo. Altimari declarou, também, entregar mais eco pontos além dos que a cidade já possuía. Em entrevista ao G1 ele afirmou: “Nós compramos mais de 400 mil metros quadrados de área para o nosso aterro público municipal, nós vamos ter a estação de chorume, uma das únicas do interior do estado, nós já temos quatro eco pontos em funcionamento mais três que iremos entregar em breve e o nosso objetivo é chegar a 20”. Além disso, a proposta de Altimari incluía campanhas educacionais nas escolas e a operação Cata Bagulho. Para melhorar a questão do saneamento, uma concorrência na coleta de lixo também estava prevista.

### Pesquisas
Em pesquisa ao Ibope, divulgada em 28 de agosto de 2012, Du Altimari apareceu com 32% das intenções de voto. Nevoeiro, Claudio e Mário Zaia apareceram respectivamente com 29%, 7% e 1%.
O Ibope divulgou resultados de nova pesquisa, em 18 de setembro de 2012, e Altimari aparecia com 48% das intenções de voto; Nevoeiro com 28%; Claudio com 9% e Zaia com 2%.
Na terceira pesquisa do Ibope, divulgada em 2 de outubro de 2012, Altimari apareceu com 47% das intenções de voto. Nevoeiro teve 24%, Claudio 7% e Zaia com 2%.
| Data de realização                       | Data de divulgação     | Instituto | Número de registro no TRE | Contratante | Entrevistados | Margem de erro | Candidato          | Candidato      | Candidato              | Candidato        | Não sabe/ Não respondeu | Brancos e nulos |
| Data de realização                       | Data de divulgação     | Instituto | Número de registro no TRE | Contratante | Entrevistados | Margem de erro | Du Altimari (PMDB) | Nevoeiro (DEM) | Claudio Di Mauro (PDT) | Mário Zaia (PSB) | Não sabe/ Não respondeu | Brancos e nulos |
| ---------------------------------------- | ---------------------- | --------- | ------------------------- | ----------- | ------------- | -------------- | ------------------ | -------------- | ---------------------- | ---------------- | ----------------------- | --------------- |
| de 25 a 27 de agosto de 2012             | 28 de agosto de 2012   | Ibope     | SP-00572/2012             | EPTV        | 504           | ± 4%           | 32%%               | 29%            | 7%                     | 1%               | 14%                     | 17%             |
| de 15 a 17 de setembro de 2012           | 18 de setembro de 2012 | Ibope     | SP-00942/2012             | EPTV        | 504           | ± 4%           | 48%                | 28%            | 9%                     | 2%               | 7%                      | 6%              |
| de 29 de setembro a 1 de outubro de 2012 | 2 de outubro de 2012   | Ibope     | SP-01456/2012             | EPTV        | 504           | ± 4%           | 47%                | 24%            | 7%                     | 2%               | 9%                      | 11%             |

## Resultados

### Prefeito

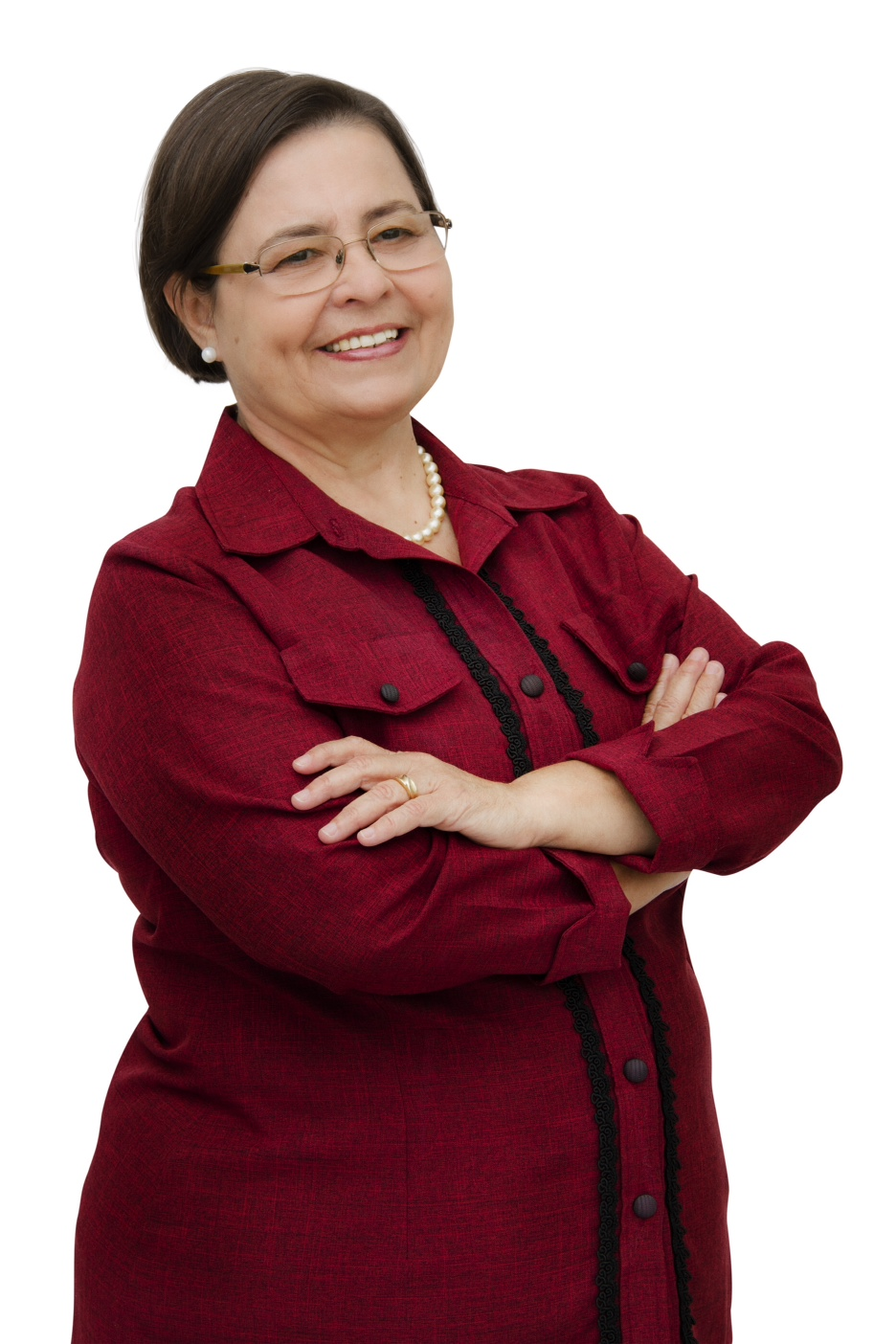
Olga Salomão, vice prefeita de Rio Claro (São Paulo) que permaneceu com Du Altimari na administração de 2008 até 2016

No dia 7 de outubro, Du Altimari foi reeleito com 86,49% dos votos válidos. A candidatura de Nevoeiro (DEM) foi indeferida com base na lei da ficha limpa e seus votos foram considerados nulos.
| Candidato(a)           | Vice                   | Turno único 7 de outubro de 2012 | Turno único 7 de outubro de 2012 |
| Candidato(a)           | Vice                   | Votação                          | Votação                          |
|                        |                        | Total                            | Porcentagem                      |
| ---------------------- | ---------------------- | -------------------------------- | -------------------------------- |
| Du Altimari (PMDB)     | Olga Salomão (PT)      | 62.218                           | 86,49%                           |
| Mário Zaia (PSB)       | Rosangela S. (PSB)     | 5.320                            | 7,40%                            |
| Claudio Di Mauro (PDT) | Anderson Golucci (PTC) | 4.398                            | 6,11%                            |
| Nevoeiro (DEM)         | Tu Reginato (PTB)      | 24.540                           | –                                |
| Total de votos válidos | Total de votos válidos | 71.936                           | 63,08%                           |
| Votos em branco        | Votos em branco        | 6.663                            | 5,84%                            |
| Votos nulos            | Votos nulos            | 35.447                           | 31,08%                           |
| Total                  | Total                  | 114.046                          | 100%                             |
| Abstenções             | Abstenções             | 24.284                           | 17,56%                           |
| Votos apurados         | Votos apurados         | 114.046                          | 100%                             |
| Eleitorado apto        | Eleitorado apto        | 138.330                          | 100%                             |

### Vereador
Dos doze vereadores eleitos, seis eram da base de Du Altimari em 2012.  Cinco vereadores foram reeleitos; apenas duas mulheres estavam entre os vereadores eleitos em 2012.
O vereador mais votado foi Juninho da Padaria (DEM), com 4.322 votos. O PMDB é o partido com o maior número de vereadores eleitos, seguido por PT e DEM, com dois cada um.